# Circondario di Lecco
Il circondario di Lecco era uno dei circondari in cui era suddivisa la provincia di Como.

## Storia
In seguito all'annessione della Lombardia dal Regno Lombardo-Veneto al Regno di Sardegna (1859), fu emanato il decreto Rattazzi, che riorganizzava la struttura amministrativa del Regno, suddiviso in province, a loro volta suddivise in circondari. Il circondario di Lecco fu creato come suddivisione della provincia di Como.
Con l'Unità d'Italia (1861) la suddivisione in province e circondari fu estesa all'intera Penisola, lasciando invariate le suddivisioni stabilite dal decreto Rattazzi.
Il circondario di Lecco venne soppresso nel 1926 e il territorio assegnato al circondario di Como.

## Suddivisione
Nel 1863, la composizione del circondario era la seguente:
- mandamento I di Brivio
  - Airuno, Aizurro, Bagaggera, Brianzola, Brivio, Cagliano, Calco, Cologna, Imbersago, Merate, Mondonico, Nava, Novate Brianza, Olgiate Molgora, Paderno d'Adda, Robbiate, Rovagnate, Sabbioncello, Santa Maria Hoè, Sartirana Brianza, Tegnone[4], Verderio Inferiore, Verderio Superiore;
- mandamento II di Canzo
  - Asso, Barni, Caglio, Canzo, Carella, Caslino Piano d'Erba, Cassina Mariaga, Castelmarte, Lasnigo, Longone al Segrino, Magreglio, Onno, Pagnano, Penzano, Proserpio, Rezzago, Scarenna, Sormano, Valbrona, Visino;
- mandamento III di Introbio
  - Baiedo, Barcone, Barzio, Bindo, Casargo, Cassina, Concenedo, Cortabbio, Cortenova, Crandola, Cremeno, Introbio, Margno, Moggio, Narro, Pagnona, Parlasco, Pasturo, Pessina Valsassina, Premana, Primaluna, Taceno, Vimogno;
- mandamento IV di Lecco
  - Abbadia sopra Adda, Acquate, Ballabio Inferiore, Ballabio Superiore, Belledo, Castello sopra Lecco, Chiuso, Germanedo, Laorca, Lecco, Lierna, Linzanico, Malgrate, Mandello del Lario, Morterone, Olate, Olcio, Pescate, Rancio di Lecco, Rongio, San Giovanni alla Castagna, Somana, Valmadrera;
- mandamento V di Missaglia
  - Barzago, Barzanò, Bernaga, Bulciago, Casate Nuovo, Casirago, Cassago, Cassina de' Bracchi, Cereda, Cernusco Lombardone, Contra, Cremella, Lomagna, Lomaniga, Missaglia, Montevecchia, Monticello, Oriano di Brianza, Osnago, Perego, Sirtori, Viganò di Sopra;
- mandamento VI di Oggiono
  - Annone di Brianza, Bartesate, Biglio, Bosisio, Capiate, Cesana di Brianza, Civate, Consonno, Dolzago, Dozio, Ello, Galbiate, Garbagnate Monastero, Garlate, Imberido, Molteno, Oggiono, Olginate, Pusiano, Sala al Barro, Sirone, Suello, Valgreghentino, Villa Vergano.